# Philip Pearlstein
Philip Pearlstein, né le 24 mai 1924 à Pittsburgh en Pennsylvanie et mort le 17 décembre 2022 à New York (État de New York), est un peintre américain principalement connu pour ses nus au réalisme moderniste.
Cité par les critiques comme le peintre figuratif prééminent des années 1960 à 2000,,,, il est à l'origine d'un renouveau de l'art réaliste,. Il est un professeur émérite dont les tableaux font partie des collections de plus de 70 musées d'art publics.

## Biographie
Philip Pearlstein naît le 24 mai 1924 à Pittsburgh en Pennsylvanie. Il est le fils de David et Libby Kalser Pearlstein,. Pendant la Grande Dépression, son père vend des poulets et des œufs pour subvenir aux besoins de la famille. Enfant, ses parents apportent leur soutien pour son intérêt à l'art, l'envoyant aux cours du samedi matin au Carnegie Museum of Art de Pittsburgh. En 1942, à l'âge de 18 ans, deux de ses peintures remportent un concours national parrainé par le Scholastic Magazine et sont reproduites en couleur dans le magazine Life,. Il est diplômé du Taylor Allderdice High School en 1942,,.
En 1942, il s'inscrit à l'école d'art du Carnegie Institute of Technology, à Pittsburgh, où il peint deux portraits de ses parents aujourd'hui conservés par le Carnegie Museum of Art, mais au bout d'un an, il est enrôlé en 1943 par l'armée américaine pour servir pendant le Seconde Guerre mondiale,. Il est d'abord affecté à l'unité des aides à l'entraînement à Camp Blanding, en Floride, où il a produit des tableaux, des diagrammes d'assemblage d'armes et des panneaux. Dans ce rôle, il apprend la gravure et le processus de sérigraphie, et est ensuite en poste en Italie pour fabriquer des panneaux routiers. Pendant son séjour en Italie, il s'imprègne de l'art de la Renaissance à Rome, Florence, Venise et Milan, et réalise plus de 100 dessins et aquarelles décrivant la vie dans l'armée,,.
En 1946, parrainé par le GI Bill il retourne à l'Institut Carnegie où l'une de ses camarades de classe, Dorothy Cantor deviendra son épouse. Philip Pearlstein suscite l'intérêt d'un autre camarade de classe, Andy Warhol, en raison de sa notoriété dans l'école, ses peintures de lycée ayant été présentées dans le magazine Life,. Au cours de l'été 1947, les trois louent une grange comme studio d'été. Immédiatement après avoir obtenu un BFA en juin 1949, Philip Pearlstein et Warhol déménagent à New York, partageant d'abord un appartement sans ascenseur au huitième étage de la place Saint-Marc à l'avenue A,. Il est finalement engagé par le designer tchèque Ladislav Sutnar, où il travaille principalement sur des catalogues industriels, tandis que Warhol trouve immédiatement du travail en illustrant des catalogues de grands magasins. En avril 1950, ils déménagent au 323 W. 21st Street, dans un appartement loué par Franziska Marie Boas, qui dirige un cours de danse de l'autre côté de la pièce. À cette époque, Philip Pearlstein peint un portrait de Warhol, aujourd'hui conservé au Whitney Museum of American Art.
En 1950, Philip Pearlstein épouse Dorothy Cantor, avec Andy Warhol à la noce. Les Pearlstein s'installent sur East 4th Street, reprenant l'appartement d'un autre peintre figuratif, Lester Johnson, et Philip s'inscrit au programme de maîtrise en histoire de l'art de l'Institut des beaux-arts de l'Université de New York. Sa thèse porte sur l'artiste Francis Picabia, évaluant le cubisme, l'art abstrait, Dada et le surréalisme, et il obtient son diplôme en 1955.
Après l'obtention de son diplôme, il est engagé par le magazine Life pour faire de la mise en page, puis il obtient une bourse Fulbright Hays, qui lui permet de retourner en Italie pendant un an, où il peint une série de paysages. De 1959 à 1963, il est instructeur au Pratt Institute, à Brooklyn, New York, puis passe un an comme critique invité à l'Université Yale à New Haven, Connecticut. Enfin, de 1963 à 1988, il est Professeur, puis Distinguished Professor Emeritus au Brooklyn College, à Brooklyn, New York,.
Les Pearlstein ont trois enfants adultes, dont deux filles sont les sujets de plusieurs tableaux qu'il réalise dans les années 1960, et le couple vit dans l'Upper West Side de Manhattan, à New York.

### Carrière
Au cours des années 1950, Philip Pearlstein expose des peintures de paysage expressionnistes abstraites. Vers 1958, il commence à participer à des séances hebdomadaires de dessin de figures au studio de Mercedes Matter. En 1961, Philip Pearlstein commence à réaliser des peintures de couples nus à partir de ses dessins, et en 1962, il commence à peindre directement d'après modèle dans un style moins pictural et plus réaliste. Dans un article publié dans Arts Magazine en avril 1963, Sidney Tillim écrit que « [Pearlstein] n'a pas seulement récupéré la figure pour la peinture, il l'a placée derrière le plan et dans l'espace profond sans recours à la nostalgie (l'histoire) ou à la mode (les nouvelles images de l'homme).... Il peint le nu non pas comme un symbole de beauté et de forme pure, mais comme un fait humain - implicitement imparfait ».

## Collections
Les œuvres de Philip Pearlstein font partie de plus de soixante-dix collections de musées aux États-Unis, notamment :
- l' Institut d'art de Chicago[37]
- le musée d'art de Cleveland[38]
- la galerie d'art Corcoran[39]
- le musée Hirshhorn et le jardin de sculptures [40]
- le Musée d'Art Contemporain Kemper[41]
- le Metropolitan Museum of Art, Alex Katz[42]
- le Musée d'Art Moderne [43] et
- le Whitney Museum of American Art [44]

Le Milwaukee Art Museum lui rend hommage avec une exposition rétrospective en 1983 et accompagne l'exposition d'une monographie sur l'ensemble de ses peintures. Ses papiers personnels sont conservés dans les archives d'art américain de la Smithsonian Institution

## Récompenses
Depuis le milieu des années 1950, Pearlstein reçoit plusieurs prix, dont les plus récents sont le National Council of Arts Administrators Visual Artist Award, la Benjamin West Clinedinst Memorial Medal, The Artists Fellowship, Inc, New York, NY, et des doctorats honorifiques du Brooklyn College, NY, du Center for Creative Studies et du College of Art & Design, Detroit, MI, et de la New York Academy of Arts, New York, NY. M. Pearlstein est un ancien président de l' Académie américaine des arts et des lettres. En 1988, il est élu à la National Academy of Design  . Il est représenté par la Betty Cuningham Gallery.